# 戈登会议
戈登会议（英語：Gordon Research Conferences），由戈登非營利組織举办的国际學術會議。议题包括生物学、化学和物理学研究的前沿和相关技术。首届会议可追溯到1931年夏（北半球），后扩展到每年几乎两百个会议。会址经常选在风景独特地点使会议气氛轻松。一般投稿内容为未发表成果以鼓励自由讨论。从1991年起增加科學教育分会。著名的科学期刊经常公布会议主题：2010年，2009年，2008年
2007年，和2006年。